# Готска-Санден
Готска-Санден (швед. Gotska Sandön, досл. «Готландський піщаний острів») — безлюдний шведський острів, який знаходиться за 38 км на північ від острова Форе в Балтійському морі.

## Історія
Археологи змогли визначити історичну роль острова в різні історичні епохи Балтійського регіону. Острів був заселений ще з кам'яної доби, оскільки раніше розкопали кістки тюленів, останки забою корів, а також була знайдена бойова рукавичка.
В 1909 році на острові було утворено національний парк Швеції.
В останній час, на острові було знайдено досить велику кількість різних археологічних артефактів, що відносяться до давньої історії острову. Так, наприклад, в 2023 році, археологи з Седерторського університету та Музею Готланду знайшли на острові Готска-Санден 2000-річні римські монети, які відносяться до часу імператора Траяна, який правив Римською імперією в 98-117 роках, і Антоніна Пія, який правив між 138 і 161 роками. Місцевий наглядач маяка ще наприкінці 1800-х років стверджував, що виявив на острові римську монету, але його повідомлення зустріли скептично. Нещодавні відкриття можуть виправдати його. Археологи зараз сперечаються, чи є знахідки останками аварії корабля, розкиданими по пляжу чи вони могли бути доставлені до Готска-Сандену норвезькими торговцями, які ховалися там від морських штормів. На узбережжі острова також було виявлено велику кількість вогнищ та кострищ. Тому на даний час перевіряються всі версії, яким чином монети пов'язані з цією діяльністю.
Влітку для туристів на острів проводяться регулярні морські екскурсії з острова Форе і Нюнесгамну з материка.

## Географія
Юридично острів є частиною є частиною лену Готланд, має приблизно 9 км завдовжки та 6 км завширшки, загальна площа — близько 36 км². Острів складається з піску, тому, в основному, тут переважають пляжі і дюни.

## Флора і фауна
Крім колонії сірих тюленів, фауна острову не дуже багата. Серед наземних або повітряних ссавців є кажани і зайці білі. Проте, острів є домом для багатьох рідкісних комах і рослин, у тому числі вики кашубської і декількох видів орхідей. Особливо цінними, за своєю красою, на острові є соснові ліси.

## Клімат
| Клімат Gotska Sandön (2002–2018; extremes since 1901) | Клімат Gotska Sandön (2002–2018; extremes since 1901) | Клімат Gotska Sandön (2002–2018; extremes since 1901) | Клімат Gotska Sandön (2002–2018; extremes since 1901) | Клімат Gotska Sandön (2002–2018; extremes since 1901) | Клімат Gotska Sandön (2002–2018; extremes since 1901) | Клімат Gotska Sandön (2002–2018; extremes since 1901) | Клімат Gotska Sandön (2002–2018; extremes since 1901) | Клімат Gotska Sandön (2002–2018; extremes since 1901) | Клімат Gotska Sandön (2002–2018; extremes since 1901) | Клімат Gotska Sandön (2002–2018; extremes since 1901) | Клімат Gotska Sandön (2002–2018; extremes since 1901) | Клімат Gotska Sandön (2002–2018; extremes since 1901) | Клімат Gotska Sandön (2002–2018; extremes since 1901) |
| Показник                                              | Січ.                                                  | Лют.                                                  | Бер.                                                  | Квіт.                                                 | Трав.                                                 | Черв.                                                 | Лип.                                                  | Серп.                                                 | Вер.                                                  | Жовт.                                                 | Лист.                                                 | Груд.                                                 | Рік                                                   |
| Абсолютний максимум, °C                               | 8,6                                                   | 9,6                                                   | 13,8                                                  | 21,8                                                  | 27,0                                                  | 29,0                                                  | 31,6                                                  | 31,1                                                  | 27,0                                                  | 18,6                                                  | 11,9                                                  | 9,8                                                   | 31,6                                                  |
| Середній максимум, °C                                 | 1,7                                                   | 1,4                                                   | 3,6                                                   | 8,1                                                   | 13,6                                                  | 18,1                                                  | 21,9                                                  | 21,4                                                  | 16,8                                                  | 10,6                                                  | 6,7                                                   | 3,8                                                   |                                                       |
| Середня температура, °C                               | 0,3                                                   | −0,2                                                  | 1,3                                                   | 4,9                                                   | 10,0                                                  | 14,4                                                  | 18,4                                                  | 18,1                                                  | 14,2                                                  | 8,7                                                   | 5,1                                                   | 2,3                                                   |                                                       |
| Середній мінімум, °C                                  | −1,2                                                  | −1,8                                                  | −1,1                                                  | 1,7                                                   | 6,3                                                   | 10,7                                                  | 14,8                                                  | 14,7                                                  | 11,5                                                  | 6,7                                                   | 3,5                                                   | 0,8                                                   |                                                       |
| Абсолютний мінімум, °C                                | −22                                                   | −25                                                   | −23,2                                                 | −16                                                   | −6                                                    | −2                                                    | 3,1                                                   | 3,1                                                   | −1,5                                                  | −5,2                                                  | −9,2                                                  | −13,8                                                 | −25                                                   |
| Норма опадів, мм                                      | 43.9                                                  | 35.4                                                  | 27.1                                                  | 24.0                                                  | 27.1                                                  | 43.0                                                  | 50.0                                                  | 62.5                                                  | 42.9                                                  | 51.6                                                  | 58.0                                                  | 50.9                                                  |                                                       |
| ----------------------------------------------------- | ----------------------------------------------------- | ----------------------------------------------------- | ----------------------------------------------------- | ----------------------------------------------------- | ----------------------------------------------------- | ----------------------------------------------------- | ----------------------------------------------------- | ----------------------------------------------------- | ----------------------------------------------------- | ----------------------------------------------------- | ----------------------------------------------------- | ----------------------------------------------------- | ----------------------------------------------------- |